# 김지혜 (작가)
김지혜는 대한민국의 텔레비전 드라마 작가이다. 

## 집필 활동

### 영화
- 2001년 《인디안 썸머》 - 각본
- 2004년 《안녕! 유에프오》 - 각본
- 2007년 《헨젤과 그레텔》 - 각색
- 2009년 《우리 집에 왜 왔니》 - 각본
- 2012년 《건축학개론》 - 각색
- 2013년 《소원》 - 각본
- 2014년 《나의 사랑 나의 신부》 - 각본
- 2015년 《너의 손을 잡고 싶어》(중국) - 각본

### 텔레비전 드라마
- 2002 《MBC 베스트극장 - 눈물보다 아름다운 유산》 - 극본
- 2021 JTBC 토일드라마 《인간실격》 - 극본

## 수상
- 제50회 백상예술대상 영화 부문 시나리오상 - 《소원》
- 제34회 청룡영화상 각본상 - 《소원》